# Catocala editarevayae
Catocala editarevayae là một loài bướm đêm thuộc họ Erebidae. Nó là loài duy nhất được tìm thấy ở Jordan và Israel.
Sải cánh dài 87–90 mm. Con trưởng thành bay từ tháng 7 đến tháng 9.
The larvae are probably monophagous on Populus species.